# Герца Маре (Сату Маре)
Герца Маре (рум. Gherța Mare) насеље је у Румунији у округу Сату Маре у општини Турц. Oпштина се налази на надморској висини од 168 m.

## Становништво
Према подацима из 2002. године у насељу је живело 1359 становника, од којих су сви румунске националности.